# Episodi di Fresh Off the Boat (seconda stagione)
La seconda stagione della serie televisiva Fresh Off the Boat è stata trasmessa dal network statunitense ABC dal 22 settembre 2015 al 24 maggio 2016.
In Italia, la stagione è stata trasmessa su Fox Comedy dal 9 febbraio al 28 giugno 2016.
| nº | Titolo originale           | Titolo italiano             | Prima TV USA      | Prima TV Italia  |
| -- | -------------------------- | --------------------------- | ----------------- | ---------------- |
| 1  | Family Business Trip       | Viaggio d'affari            | 22 settembre 2015 | 9 febbraio 2016  |
| 2  | Boy II Man                 | Tutor o non tutor?          | 29 settembre 2015 | 9 febbraio 2016  |
| 3  | Shaquille O'Neal Motors    | Shaquille O'Neal Motors     | 6 ottobre 2015    | 16 febbraio 2016 |
| 4  | The Fall Ball              | Il primo ballo di Eddie     | 13 ottobre 2015   | 16 febbraio 2016 |
| 5  | Miracle on Dead Street     | Dolcetto o scherzetto?      | 27 ottobre 2015   | 23 febbraio 2016 |
| 6  | Good Morning Orlando       | Buongiorno Orlando!         | 3 novembre 2015   | 23 febbraio 2016 |
| 7  | The Big 1-2                | Le regole di casa Huang     | 10 novembre 2015  | 1º marzo 2016    |
| 8  | Huangsgiving               | Huangsgiving                | 17 novembre 2015  | 8 marzo 2016     |
| 9  | We Done Son                | L'importanza di un'amicizia | 1º dicembre 2015  | 15 marzo 2016    |
| 10 | The Real Santa             | Il vero Babbo Natale        | 8 dicembre 2015   | 22 marzo 2016    |
| 11 | Year of the Rat            | Il Capodanno cinese         | 2 febbraio 2016   | 29 marzo 2016    |
| 12 | Love and Loopholes         | Amori e redditi             | 9 febbraio 2016   | 5 aprile 2016    |
| 13 | Phil's Phaves              | I preferiti di Phil         | 16 febbraio 2016  | 12 aprile 2016   |
| 14 | Michael Chang Fever        | La febbre del tennis        | 23 febbraio 2016  | 19 aprile 2016   |
| 15 | Keep 'Em Separated         | Tenerle separate            | 8 marzo 2016      | 26 aprile 2016   |
| 16 | Tight Two                  | Un papà divertente          | 15 marzo 2016     | 3 maggio 2016    |
| 17 | Doing it Right             | La gara di chili            | 22 marzo 2016     | 10 maggio 2016   |
| 18 | Week in Review             | Pidocchi                    | 29 marzo 2016     | 17 maggio 2016   |
| 19 | Jessica Place              | Jessica Place               | 5 aprile 2016     | 24 maggio 2016   |
| 20 | Hi, My Name Is...          | Ciao, mi chiamo...          | 26 aprile 2016    | 31 maggio 2016   |
| 21 | Rent Day                   | Gli affittuari perfetti     | 3 maggio 2016     | 7 giugno 2016    |
| 22 | Gotta Be Me                | Essere se stessi            | 10 maggio 2016    | 14 giugno 2016   |
| 23 | The Manchurian Dinner Date | Il discorso di fine anno    | 17 maggio 2016    | 21 giugno 2016   |
| 24 | Bring the Pain             | Le vacanze estive           | 24 maggio 2016    | 28 giugno 2016   |